# Historien om en mor
 For alternative betydninger, se Historien om en moder (flertydig). (Se også artikler, som begynder med Historien om en moder (flertydig))
Historien om en mor er en dansk kortfilm fra 2005 instrueret af Svend Ploug Johansen efter eget manuskript. Filmen er baseret på H.C. Andersens eventyr af samme navn. 

## Handling
Denne artikel mangler et handlingsreferat. Hjælp os med at skrive det.

## Medvirkende
- Maria Savery - Moderen
- Nis Bank-Mikkelsen - Døden
- Christian Munk - Busken
- Birgitte Raaberg - Natten
- Camilla Warming - Søen